# Пітер Карл Голдмарк
Пі́тер Карл Го́лдмарк (англ. Peter Carl Goldmark) або Пе́тер Ка́рой Го́льдмарк (угор. Goldmark Péter Károly; 2 грудня 1906 —7 грудня 1977), угорський і американський інженер і науковець, розробник системи кольорового телебачення. Також став відомим як винахідник довгогральної грамофонної платівки на 33⅓ об/хв., творець електронного відеоплеєра як засобу для навчання і системи, здатної фотографувати і передавати світлини з космосу на Землю.

## Життєпис

### Молоді роки
Пітер Карл Голдмарк народився 2 грудня 1906 року в Будапешті (Австро-Угорщина), в єврейській сім'ї. Він був найстаршою дитиною у сім'ї бізнесмена Шандора Гольдмарка та його дружини Емми Штайнер. Дід Пітера, Карл Гольдмарк, був одним з найвидатніших композиторів Угорщини. Інший його дід на ім'я Джозеф був хіміком і став відомий тим, що одним з перших виявив червоний фосфор, який згодом знайшов застосування у виробництві сірників, а також винайшов пістони для гвинтівок, що вперше були використані під час Громадянської війни у США.
В дитинстві Пітер вчився музиці по класах фортепіано та віолончелі. Коли йому було вісім років, батьки розійшлись. Після того як мати знову вийшла заміж, Пітер з нею й вітчимом перебрався до Відня. Зацікавившись електрикою, він створив собі лабораторію у ванній кімнаті й виготовив детекторного радіоприймача й займався телеграфом.
Після отримання середньої освіти Пітер вступив до Берлінського університету, потім, у 1925 році, продовжив навчання у Віденському університеті. У Відні він отримав патент на свій перший винахід — механізм перемикання швидкостей автомобіля коліном, що дозволяло водієві тримати обидві руки на кермі. В 1926 році він сконструював для себе маленький телевізор з екраном розміром 2,5×3,8 см і вперше побачив телевізійне зображення танцівниці, що транслювалось з Лондона компанією British Broadcasting.

### Наукова кар’єра
У 1931 році Голдмарк здобув докторський ступінь в Інституті фізики при Віденському університеті, представивши дисертацію «Новий метод визначення швидкості іонів».
Згодом він перебрався до Англії й влаштувався на Pye Radio у Кембриджі на посаду телевізійного інженера. Пропрацювавши протягом двох років директором телевізійного департаменту, у 1933 році він переїхав до Нью-Йорка, щоб стати консультантом багатьох теле- і радіокомпаній.
1936 року Голдмарк влаштувався у лабораторію CBS Broadcasting Inc., де його призначили на посаду головного інженера Columbia Broadcasting System (CBS), якій було доручене розроблення телевізійної системи. У 1937 році він отримав американське громадянство.
Голдмарк став відомим завдяки розробці системи кольорового телебачення, яку вперше продемонстрував 29 серпня 1940 року і представив пресі 3 вересня. Високооборотний колірний диск забезпечував почергове передавання червоних, зелених і синіх ліній; використовувалось 343 лінії, що було на 100 менше, ніж у чорно-білому варіанті, а також використовувалась інша швидкість розгортки, через що система без адаптера була несумісною з наявними у той час на ринку телевізорами.
Під час Другої світової війни Голдмарк займався задачами оборони. Він працював над проблемами радіолокації в науково-дослідницькій лабораторії Гарвардського університету. Його найважливішим внеском у той час був пристрій-генератор «завад» для радіолокаційних станцій противника. «Завади» було використано під час вторгнення союзницьких сил в Африці. У 1944 році Голдмарк надавав допомогу Управлінню ВМС США з наукових досліджень та розроблення того, що стало відоме як «електронний привид кораблів». «Привид» являв собою передачу низки радіосигналів, призначених для створення відволікаючих сигналів на радарах противника. Система була використана під час висадки союзницьких військ в Нормандії.
Хоча американська мережа CBS у 1950—1951 роках. використовувала у мовленні колірну систему Голдмарка, технологія «сумісного кольору» (англ. compatible color), розроблена для RCA і NBC (командою під керівництвом Річарда Келла, Джорджа Х. Брауна та інших), була сумісна з існуючими чорно-білими телевізорами. Голдмарк та інші зазначали, що система кольорового диска CBS забезпечує кращу якість зображення, незважаючи на меншу роздільну здатність, порівняно із системою RCA, проте проблема несумісності призвела до краху. У 1953 році покращена колірна система RCA/NBC стала промисловим стандартом, обраним Федеральною комісією зі зв'язку США .
За іронією долі, камери, що використовують систему колірного диска, продовжували застосовуватися в наукових дослідженнях ще протягом декількох десятиліть. Подібні кольорові телекамери були задіяні і на Місяць під час висадок на його поверхню всіх апаратів серії «Аполлон» у 1970-х.
Співпрацюючи з Columbia Records, Голдмарк зіграв важливу роль у розробці довгогральної грамплатівки (лонгплея, LP) зі швидкістю обертання 33⅓ об/хв, що стала стандартом для запису на довгі роки. Цей формат звукозапису було уведено Годдардом Ліберсоном, президентом Columbia Records.
Після успіху лонгплея вчений провів два останніх десятиліття в CBS Laboratories, працюючи над різними винаходами, головним з яких був EVR — електронний відеозапис. Цей пристрій для програвання домашнього відео вперше було представлено у 1967 році. Прототип для запису у чорно-білому варіанті (що обіцяло можливість кольорового відтворення для майбутніх моделей) був продемонстрований в 1969 році, але сам по собі винахід зазнав невдачі, будучи занадто складним і дорогим для виробництва.
EVR-систему Голдмарка була в кінці 1971 року замінено відеоформатом електромагнітного запису зображення U-matic 3/4' від компанії Sony. Тим не менше, формат звукозапису на грамплатвках Голдмарка залишався стандартом в музичній індустрії аж до заміни LP на CD наприкінці 1980-х років.
В 1969 году Голдмарка було відзначено медаллю Елліота Крессона, а в 1970-му він отримав премію «Золота тарілка» (Golden Plate Award) від Американської академії досягнень.

### Останні роки життя
У 1971 році Голдмарк покинув CBS, після чого створив компанію Goldmark Communications, де він проводив дослідження щодо застосування комунікаційних технологій у телеконференціях та під час віддалених медичних консультацій для людей, що живуть у сільській місцевості.
22 листопада 1977 року президент США Джиммі Картер вручив Голдмарку Національну наукову медаль США «за внесок у розвиток комунікаційних наук для освіти, розваг, культури й громадського обслуговування».
Пітер Голдмарк загинув в автомобільній аварії 7 грудня 1977 року в окрузі Вестчестер, штат Нью-Йорк.

## Особисте життя
Вперше Пітер Голдмарк одружився в 1936 році з Мюріель Гейнсборо, проте шлюб був нетривалим. З другою дружиною Френсіс Трейнер він мав четверо дітей: трьох синів (Пітера-молодшего, Крістофера і Ендрю) та дочку (Френсіс). Згодом Голдмарк оженився з Діаною Девіс, з якою мав ще двох дітей — Джонатана і Сьюзен.